# Genetische Einheit
Als genetische Einheit wird in der Sprachwissenschaft die Gesamtheit der Sprachen definiert, die von einer gemeinsamen – häufig hypothetischen – Vorgängersprache (Ursprache/Protosprache/Grundsprache, Gemeinsprache) abstammen. Somit ist jede Sprachfamilie eine (maximale) genetische Einheit (da alle Sprachen einer Sprachfamilie von einer Protosprache abstammen), aber auch jede genetisch zu definierende Untergruppe einer Sprachfamilie (Unterfamilie). Die Methode der Wahl ist die sogenannte „komparative Methode“.
Jede isolierte Sprache ist ebenfalls eine genetische Einheit. Im Stammbaum einer Sprachfamilie bilden die genetischen Einheiten alle Sprachen, die zu einem Knoten (Stammbaumtheorie) gehören. Mitglieder einer genetischen Einheit gelten als genetisch verwandte Sprachen.
Beispiele: Das Indogermanische ist als Sprachfamilie eine genetische Einheit, aber auch seine Unterfamilien Romanisch, Slawisch, Germanisch stellen genetische Einheiten dar, da sie auf Protosprachen (Lateinisch, Urslawisch, Urgermanisch) zurückgeführt werden. Innerhalb des Germanischen bilden wiederum die westgermanischen Sprachen (Deutsch, Jiddisch, Luxemburgisch, Pennsylvanisch, Niederländisch, Afrikaans, Englisch und Friesisch) eine genetische Einheit. Die Gruppe „Deutsch, Englisch und Französisch“ bildet dagegen keine genetische Einheit.
Der Begriff genetische Einheit kann auch zur Bezeichnung der „Eigenschaft“ einer Sprachgruppe verstanden werden, die eine genetische Einheit darstellt. Beispiel: „Die genetische Einheit der X-Gruppe ist zweifelsfrei nachgewiesen.“
Die verwandtschaftliche Nähe von Sprachen innerhalb einer genetischen Einheit ist stets größer als die zu irgendeiner Sprache außerhalb dieser Einheit. Die Feststellung genetischer Einheiten innerhalb von Sprachfamilien gestaltet sich methodologisch oft sehr schwierig, vor allem wenn die Familie aus sehr ähnlichen Sprachen besteht (vgl. Turksprachen) oder zwischen den Sprachen Kontaktphänomene die genetische Abstammung undeutlich machen.
In der Regel verlangt die vergleichende Sprachwissenschaft für die Definition einer genetischen Einheit den Nachweis von Innovationen (Neuerungen, Sprachökonomie), die nur bei den Sprachen der zu definierenden Einheit auftreten. So charakterisiert zum Beispiel die sogenannte germanische Lautverschiebung die Einheit der germanischen Sprachen innerhalb des Indogermanischen. Häufig werden zur Definition genetischer Einheiten auch lexikostatistische Methoden herangezogen. Die Verwendung typologischer und geographischer Kriterien ist zwar üblich, im Sinne einer strengen genetischen Klassifikation allerdings unzulässig.